# Marco Valerio Mesala (cónsul 32 a. C.)
Marco Valerio Mesala (en latín, Marcus Valerius Messalla) fue cónsul suffectus de la República romana en 32 a. C., junto con Lucio Cornelio Cina.
Posiblemente un pariente del cónsul del año 53 a. C. Marco Valerio Mesala Rufo, fue designado cónsul suffectus en 32 a. C. en reemplazo de Cayo Sosio, el cual había abandonado Roma en compañía de su colega consular Gneo Domicio Enobarbo, para unirse a Marco Antonio en la ciudad de Éfeso.